# Канвон (провінція)
Провінція Канвон (кор. 江原道, 강원도, Канвондо) — одна з восьми провінцій Кореї під час правління династії Чосон. Розташована на сході Корейського півострова. Центральним містом провінції було Вонджу.

## Історія
Провінція Канвон була сформована 1395 року. Її назва походить від перших букв головних міст — Каннина (кор. 江陵, 강릉) і Вонджу (кор. 原州, 원주).
1895 року провінція була розформована, а на її місці були створені райони:
- Чхунчхон (кор. 春川府, 춘천부, Чхунчхонбу) у західній частині
- Каннин (кор. 江陵府, 강릉부, Каннинбу) у східній частині

Вонджу увійшов до складу району Чхунджу.
1896 року Корея була поділена на тринадцять провінцій, і два райони були об'єднані, сформувавши провінцію Канвон заново. Хоча Вонджу був приєднаний до неї, новим головним містом став Чхунчхон.
Після поділу Кореї у 1945 році в північнокорейській і південнокорейській частинах провінції були встановлені свої уряди, а після закінчення Корейської війни 1953 року провінція Канвон була остаточно поділена на дві частини — північнокорейську Канвондо і південнокорейську Канвондо.

## Географія
На півночі провінція Чхунчхон межувала з провінцією Хамгьондо, на заході — з провінціями Хванхедо, Кьонгі і Чхунчхон, на півдні — з Кьонсан, а на сході омивалася Японським морем.
Ландшафт переважно гірський.
Найбільші міста провінції — Вонджу, Каннин, Самчхок, Чхунчхон, Мунчхон, Вонсан та інші.